# Parijse salon

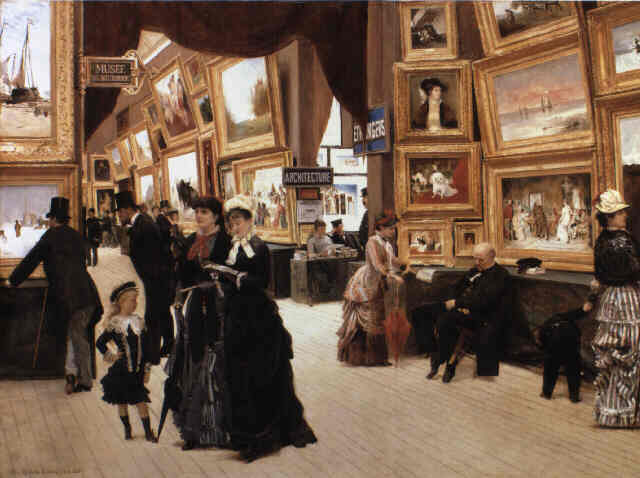
Édouard Joseph Dantan:
Un Coin du Salon en 1880

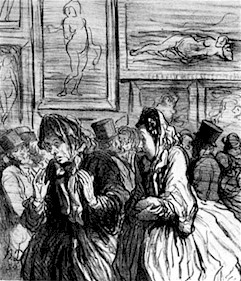
Karikatuur van Honoré Daumier: Alweer Venus!

De Parijse salon is een grote kunsttentoonstelling, die regelmatig in Parijs plaatsvindt. De Salon de Paris of Salon was vooral in de 19e eeuw van groot belang voor de kunst.

## Geschiedenis
De salon, destijds genaamd l'exposition, werd in 1648 opgericht door kardinaal Jules Mazarin, minister van financiën onder Lodewijk XIV, en was bedoeld voor afgestudeerden aan de École des Beaux-Arts. Vanaf 1673 vond jaarlijks (later ook wel tweejaarlijks) de tentoonstelling plaats, georganiseerd door door de eveneens in 1648 gestichte Académie royale de peinture et sculpture (die in 1816 werd vervangen door de Académie des Beaux-Arts). 
In 1725 werd de expositie gehouden in de Salon carré van het Palais du Louvre en heette aanvankelijk de Sallon. De Salon, zoals de expositie later werd genoemd, was sinds 1737 ook voor het publiek toegankelijk. Gedurende twee eeuwen was het de belangrijkste tentoonstelling voor beeldende kunstenaars in Frankrijk en het was voor schilders en beeldhouwers die hun naam wilden vestigen, absoluut noodzakelijk er aan deel te nemen.
De strenge selectie werd na de revolutie van 1848 geliberaliseerd en aanvankelijk werden minder kunstenaars geweigerd. De organisatie van de Salon is sinds 1881, toen de staat zich volledig als organisator terugtrok, in handen van de Société des Artistes Français en de officiële naam werd gewijzigd in Salon des Artistes Français.
De salon werd bezocht door bezoekers uit alle lagen van de bevolking. De salon toonde vooral werken van gevestigde beeldende kunstenaars vanuit de kunstacademie. Nieuwelingen die hun eigen weg gingen, zoals Paul Cézanne, werden vaak geweigerd. Als werk van kunstenaars werd geweigerd voor de Salon, werden de mogelijkheden om het elders te exposeren erg klein. Het geweigerde werk werd namelijk gemerkt met een stempel met de letter R (van "refusé", geweigerd).
Maar ook als het werk was geselecteerd, was het nog van belang een goede plaats te krijgen. In de negentiende eeuw werd namelijk bij een tentoonstelling de gehele wand volgehangen met schilderijen. Als het werk erg hoog werd opgehangen kon niemand het natuurlijk zien. Door brieven en verzoeken aan de directie van de Académie probeerden de kunstenaars een betere plaats te krijgen.

## Lijst van Parijse salons
17e en 18e eeuw
1673, 1699, 1704, 1737, 1738, 1739, 1740, 1741, 1742, 1743, 1745, 1746, 1747, 1748, 1750, 1751, 1753, 1755, 1757, 1759, 1761, 1763, 1765, 1767, 1769, 1771, 1773, 1775, 1777, 1779, 1781, 1783, 1785, 1787, 1789, 1791, 1793, 1795, 1796, 1798, 1799, 1800.
19e eeuw
1801, 1802, 1804, 1806, 1808, 1810, 1812, 1814, 1817, 1819, 1822, 1824, 1827, 1831, (in 1832 afgelast in verband met een cholera-epidemie), 1833, 1834; daarna jaarlijks (niet gehouden in 1858 en vanwege de Frans-Duitse Oorlog afgelast in 1871).